# Condado de Washington (Pensilvania)
El condado de Washington es un condado ubicado en el estado de Pensilvania. En 2010, su población era de 207.820 habitantes. Fue fundado en 1781 a partir de parte del Condado de Westmoreland. Su sede está en Washington.
El condado de Washington forma parte del área metropolitana de Pittsburgh.

## Geografía

### Condados adyacentes
- Condado de Beaver (norte)
- Condado de Allegheny (noreste)
- Condado de Westmoreland (este)
- Condado de Fayette (sureste)
- Condado de Greene (sur)
- Condado de Marshall (Virginia Occidental) (suroeste)
- Condado de Ohio (Virginia Occidental) (oeste)
- Condado de Brooke (Virginia Occidental) (oeste)
- Condado de Hancock (Virginia Occidental) (noroeste)

## Demografía
Según el censo de 2000, el condado cuenta con 202.897 habitantes, 81.130 hogares y 56.060 familias residentes. La densidad de población es de 91 hab/km² (237 hab/mi²). Hay 87.267 unidades habitacionales con una densidad promedio de 39 u.a./km² (102 u.a./mi²). La composición racial de la población del condado es 95,27% Blanca, 3,26% Afroamericana o Negra, 0,09% Nativa americana, 0,36% Asiática, 0,02% De las islas del Pacífico, 0,19% de Otros orígenes y 0,82% de dos o más razas. El 0,58% de la población es de origen Hispano o Latino cualquiera sea su raza de origen.

#### Censo de 2020
| Race                     | Núm.    | Perc. |
| ------------------------ | ------- | ----- |
| Blancos no hispanos (NH) | 186,900 | 89.3% |
| Negros (NH)              | 6,861   | 3.3%  |
| Nativos                  | 230     | 0.11% |
| Asiático (NH)            | 1,998   | 1%    |
| Isleño del Pacífico (NH) | 63      | 0.03% |
| Otro (NH)                | 9,276   | 4.43% |
| Hispano o Latino         | 4,021   | 2%    |

De los 81.130 hogares, en el 28,40% de ellos viven menores de edad, 55,20% están formados por parejas casadas que viven juntas, 10,30% son llevados por una mujer sin esposo presente y 30,90% no son familias. El 27,00% de todos los hogares están formados por una sola persona y 13,20% de ellos incluyen a una persona de más de 65 años. El promedio de habitantes por hogar es de 2,44 y el tamaño promedio de las familias es de 2,96 personas.
El 22,20% de la población del condado tiene menos de 18 años, el 7,70% tiene entre 18 y 24 años, el 27,20% tiene entre 25 y 44 años, el 25,00% tiene entre 45 y 64 años y el 17,90% tiene más de 65 años de edad. La mediana de la edad es de 41 años. Por cada 100 mujeres hay 92,40 hombres y por cada 100 mujeres de más de 18 años hay 89,00 hombres.

## Localidades

### Ciudades
Monongahela |
Washington

### Boroughs

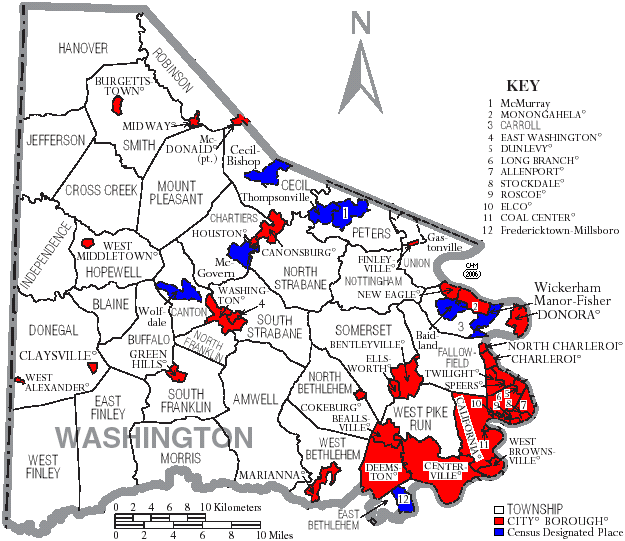
Mapa del condado con los boroughs en rojo, los municipios en blanco y los lugares designados por el censo en azul.

Allenport |
Beallsville |
Bentleyville |
Burgettstown |
California |
Canonsburg |
Centerville |
Charleroi |
Claysville |
Coal Center |
Cokeburg |
Deemston |
Donora |
Dunlevy |
East Washington |
Elco |
Ellsworth |
Finleyville |
Green Hills |
Houston |
Long Branch |
Marianna |
McDonald ‡ |
Midway |
New Eagle |
North Charleroi |
Roscoe |
Speers |
Stockdale |
Twilight |
West Brownsville |
West Middletown 

### Municipios
Amwell |
Blaine |
Buffalo |
Canton |
Carroll |
Cecil |
Chartiers |
Cross Creek |
Donegal |
East Bethlehem |
East Finley |
Fallowfield |
Hanover |
Hopewell |
Independence |
Jefferson |
Morris |
Mount Pleasant |
North Bethlehem |
North Franklin |
North Strabane |
Nottingham |
Peters |
Robinson |
Smith |
Somerset |
South Franklin |
South Strabane |
Union |
West Bethlehem |
West Finley |
West Pike Run 

### Lugares designados por el censo
Atlasburg |
Aaronsburg |
Avella |
Baidland |
Cecil-Bishop |
Cross Creek |
Elrama |
Fredericktown-Millsboro |
Gastonville |
Hendersonville |
Joffre |
Lattimer |
McGovern |
McMurray |
Muse |
Southview |
Thompsonville |
Westland |
Wickerham Manor-Fisher |
Wolfdale 

### Áreas no incorporadas
Amity |
Blainsburg |
Bulger |
Condit Crossing |
Eighty Four |
Fallowfield |
Glyde |
Laboratory |
Langeloth |
North Fredericktown |
Paris |
Prosperity |
Raccoon |
Richeyville |
Scenery Hill |
Studa |
Taylorstown |
West Alexander 